# Alicornops
Alicornops — вимерлий рід носорогів, що належить до підродини Aceratheriinae. Тварина мешкала в Євразії (Китай, Молдова, Румунія, Іспанія, Таїланд) в міоцені та пліоцені.
Відомо чотири види. Два з них, Alicornops complanatum і Alicornops laogouense, були нещодавно описані в Сіваліках з Пакистану.
Типовий вид Alicornops simorrense був відносно невеликим ацератерином з невеликим рогом, короткими тридактильними ногами та сильно вигнутими нижніми різцями.